# Center City
Center City és una població dels Estats Units a l'estat de Minnesota. Segons el cens del 2000 tenia 582 habitants.

## Demografia
Segons el cens del 2000, Center City tenia 582 habitants, 194 habitatges, i 148 famílies. La densitat de població era de 478,1 habitants per km².
Dels 194 habitatges en un 33,5% hi vivien nens de menys de 18 anys, en un 66,5% hi vivien parelles casades, en un 7,7% dones solteres, i en un 23,7% no eren unitats familiars. En el 18% dels habitatges hi vivien persones soles el 5,2% de les quals corresponia a persones de 65 anys o més que vivien soles. El nombre mitjà de persones vivint en cada habitatge era de 2,65 i el nombre mitjà de persones que vivien en cada família era de 3.
Per edats la població es repartia de la següent manera: un 24,6% tenia menys de 18 anys, un 7,4% entre 18 i 24, un 30,6% entre 25 i 44, un 25,6% de 45 a 60 i un 11,9% 65 anys o més.
L'edat mediana era de 39 anys. Per cada 100 dones de 18 o més anys hi havia 120,6 homes.
La renda mediana per habitatge era de 48.594 $ i la renda mediana per família de 51.875 $. Els homes tenien una renda mediana de 39.205 $ mentre que les dones 30.156 $. La renda per capita de la població era de 17.774 $. Entorn del 0,7% de les famílies i el 5,5% de la població estaven per davall del llindar de pobresa.

## Poblacions més properes
El següent diagrama mostra les poblacions més properes.